# Satanis: The Devil’s Mass
«Satanis: The Devil’s Mass» — aмериканский документальный фильм, снятый в 1970 году, повествующий об Антоне Шандоре Лавее и Церкви Сатаны. Продюсером и режиссёром фильма стал Рэй Лоран. Фильм был выпущен в прокат кинокомпанией Something Weird Video 17 июня 2003 года.

## Сюжет
Фильм был снят на территории Сан-Франциско и представляет собой экранизацию ритуалов и интервью с семьёй Антона Шандора Лавея, соседями и членами Церкви Сатаны, а также христианскими священниками и мормонскими миссионерами. Рекламные объявления (когда фильм вышел в кинотеатры) гласили: «Satanis — самый актуальный и возможно, самый шокирующий фильм нашего времени. Но это определённо фильм не для всех. Если вы решите его не смотреть — мы поймём».